# 米科拉伊夫卡 (赫梅利尼茨基區)
49°35′26″N 27°29′52″E / 49.59056°N 27.49778°E
米科拉伊夫卡（烏克蘭語：Миколаївка）是位於烏克蘭西部的村莊，由赫梅利尼茨基州裡赫梅利尼茨基區的舊錫尼亞瓦市鎮負責管轄。該村始建於1910年，面積1.7平方公里，海拔高度289米，2001年人口246。